# اریک واترز
اریک واترز (انگلیسی: Eric Wauters; ۱۲ مهٔ ۱۹۵۱ – ۲۱ اکتبر ۱۹۹۹) ورزشکار اهل بلژیک بود.